# (24728) Scagell
(24728) Scagell est un astéroïde de la ceinture principale.

## Description
(24728) Scagell est un astéroïde de la ceinture principale. Il fut découvert le 11 novembre 1991 à Stakenbridge par Brian G. W. Manning. Il présente une orbite caractérisée par un demi-grand axe de 2,40 UA, une excentricité de 0,07 et une inclinaison de 8,3° par rapport à l'écliptique.

## Compléments